# Kanton Scey-sur-Saône-et-Saint-Albin
Kanton Scey-sur-Saône-et-Saint-Albin (francouzsky Canton de Scey-sur-Saône-et-Saint-Albin) je francouzský kanton v departementu Haute-Saône v regionu Franche-Comté. Tvoří ho 26 obcí.

## Obce kantonu
- Aroz
- Baignes
- Bourguignon-lès-la-Charité
- Boursières
- Bucey-lès-Traves
- Chantes
- Chassey-lès-Scey
- Chemilly
- Clans
- Ferrières-lès-Scey
- Grandvelle-et-le-Perrenot
- Lieffrans
- Mailley-et-Chazelot
- Neuvelle-lès-la-Charité
- Noidans-le-Ferroux
- Ovanches
- Pontcey
- Raze
- Rosey
- Rupt-sur-Saône
- Scey-sur-Saône-et-Saint-Albin
- Traves
- Velleguindry-et-Levrecey
- Velle-le-Châtel
- Vy-le-Ferroux
- Vy-lès-Rupt